# Frontera entre Alemanya i Àustria
La frontera entre Alemanya i Àustria es la frontera internacional terrestre i marítima entre Alemanya i Àustria, estats de l'Europa Central integrats a la Unió Europea i a l'espai Schengen. Separa els "länder" austríacs d'Alta Àustria, Salzburg, Tirol i Vorarlberg, del länder alemany de Baviera.

## Traçat
La frontera s'estén sobre 815,9 kilòmetres o 815,0 kilòmetres i comença a l'oest als marges del llac Constança, al trifini entre Alemanya, Àustria i Suïssa, que separa el districte de Lindau a Baviera del districte de Bregenz a Vorarlberg. La frontera segueix una direcció general cap a l'est. Els Alps de Bregenzerwald, Alps d'Allgäu, Alps d'Ammergau, el Wetterstein, el Karwendel, els prealps bavaresos els Alps de Brandenberg, els Alps de Chiemgau i els Alps de Berchtesgaden se succeeixen d'oest a est. S'observa una característica als Alps d'Allgäu: a la part superior del Sorgschrofen, la frontera es redueix a un punt al nord, la ciutat austríaca de Jungholz és gairebé íntegrament  enclavada en territori alemany i només està connectada a la resta d'Àustria per aquest punt.

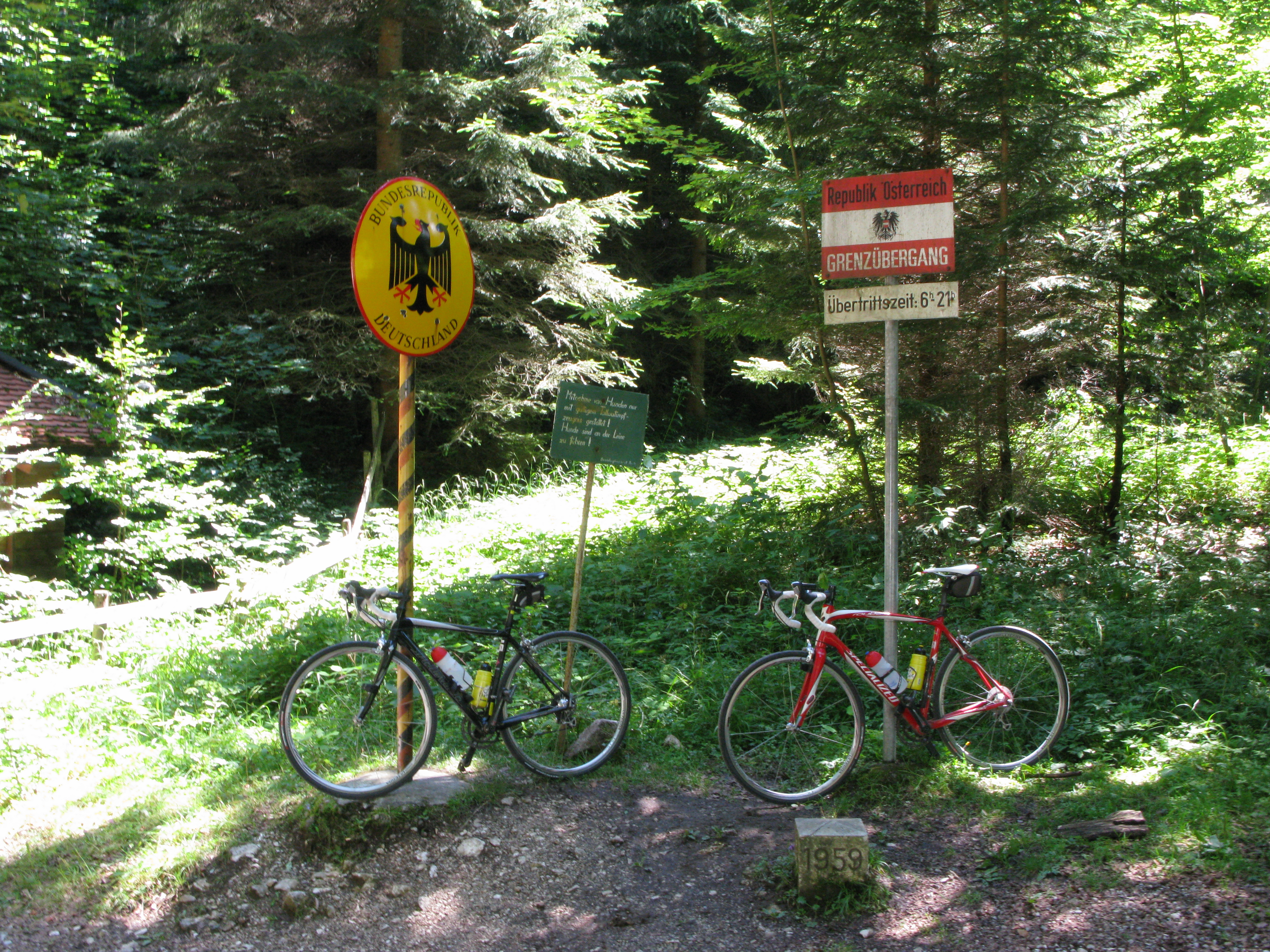
Senyals a la frontera austroalemanya

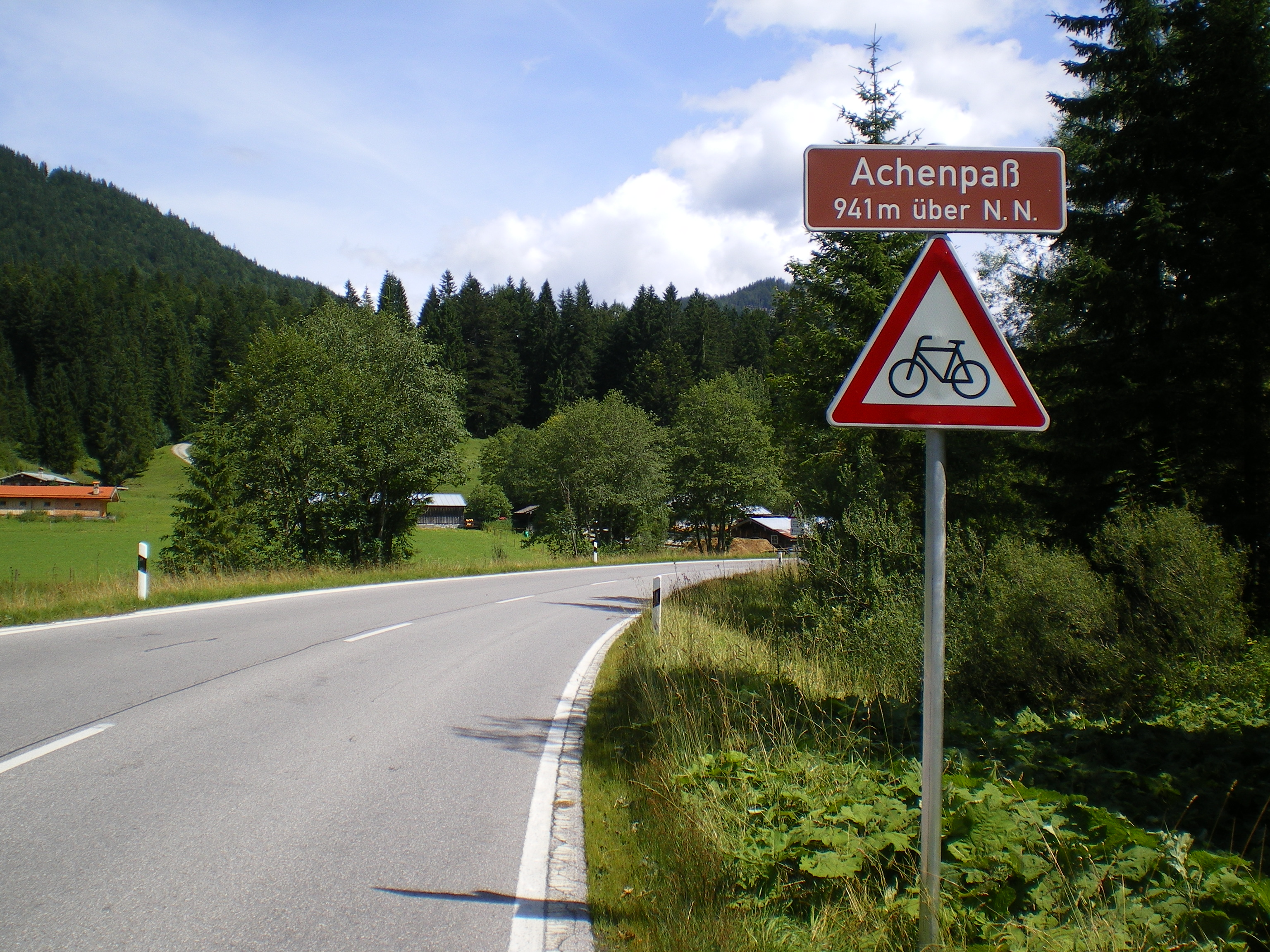
Cartella a l'Achenpass

L'Inn forma llavors una secció de la frontera austroalemanya. Arriba a Passau vila de Baviera a Alemanya, situada en la confluència de dos rius, l'Inn i l'Ilz, amb el Danubi (Donau), la frontera corre al llarg d'unes poques desenes de quilòmetres i després pren direcció nord-est entre Baviera i Alta Àustria fins al trifini format amb les fronteres txecoalemanya i  txecoaustríaca a la vora del Parc Nacional de Šumava a la Selva de Bohèmia a Bohèmia Meridional (República Txeca).

## Història
La frontera va ser confirmada en un tractat entre els països el 1972, després d'haver estat definit per una sèrie d'acords entre l'Imperi Austríac i el Regne de Baviera al segle xix. El 1938 aambdós països es van fusionar a través de l'Anschluss. Això va ser revertit el 1955 pel Tractat de l'Estat Austríac, que va restablir Àustria com a estat sobirà. Lazona Schengen va eliminar els controls fronterers a la frontera el 1997. Els controls temporals de les fronteres es van tornar a instal·lar el 2015 en resposta a la Crisi dels refugiats a Europa. Aquests controls fronterers temporals són programats per ser eliminats l'11 de novembre de 2018, tot i que podrien ampliar-se en períodes de sis mesos.